# Rudong
För andra betydelser, se Rudong (olika betydelser).
Rudong, tidigare även känt som Chuehkiang, är ett härad som tillhör Nantongs stad på prefekturnivå i Jiangsu-provinsen i östra Kina. Det ligger omkring 220 kilometer öster om provinshuvudstaden Nanjing. 
1. ↑  http://www.geohive.com/cntry/cn-32.aspx